# Arnau Comas
Arnau Comas Freixas (Cassà de la Selva, 11 aprile 2000) è un calciatore spagnolo, difensore del Deportivo La Coruña.

## Carriera
Cresciuto nel settore giovanile del Barcellona, nel 2019 è stato ceduto in prestito annuale all'Olot, in Segunda División B. Rientrato in Catalogna, ha esordito con la squadra riserve del Barcellona il 18 ottobre 2020, nella vittoria per 1-0 contro il Gimnàstic. Nel corso delle due stagioni trascorse con il Barcellona B ha collezionato 55 presenze e messo a segno 2 reti. Nel 2022 è stato acquistato a titolo definitivo dal Basilea.

## Statistiche

### Presenze e reti nei club
Statistiche aggiornate al 29 novembre 2022.
| Stagione            | Squadra             | Campionato          | Campionato | Campionato | Coppe nazionali | Coppe nazionali | Coppe nazionali | Coppe continentali | Coppe continentali | Coppe continentali | Altre coppe | Altre coppe | Altre coppe | Totale | Totale |
| Stagione            | Squadra             | Comp                | Pres       | Reti       | Comp            | Pres            | Reti            | Comp               | Pres               | Reti               | Comp        | Pres        | Reti        | Pres   | Reti   |
| ------------------- | ------------------- | ------------------- | ---------- | ---------- | --------------- | --------------- | --------------- | ------------------ | ------------------ | ------------------ | ----------- | ----------- | ----------- | ------ | ------ |
| 2019-2020           | Olot                | SDB                 | 16         | 0          | CR              | 1               | 0               |                    | -                  | -                  |             | -           | -           | 17     | 0      |
| 2020-2021           | Barcellona B        | SDB                 | 20+6       | 2+0        |                 | -               | -               |                    | -                  | -                  |             | -           | -           | 25     | 2      |
| 2021-2022           | Barcellona B        | PDR                 | 29         | 0          |                 | -               | -               |                    | -                  | -                  |             | -           | -           | 29     | 0      |
| Totale Barcellona B | Totale Barcellona B | Totale Barcellona B | 49+6       | 2+0        |                 | -               | -               |                    | -                  | -                  |             | -           | -           | 55     | 2      |
| 2022-2023           | Basilea             | ASL                 | 13         | 2          | CS              | 1               | 0               | UECL               | 12                 | 0                  |             | -           | -           | 26     | 2      |
| Totale carriera     | Totale carriera     | Totale carriera     | 84         | 4          |                 | 2               | 0               |                    | 12                 | 0                  |             | -           | -           | 98     | 4      |

## Palmarès

### Competizioni giovanili
- UEFA Youth League: 1

Barcellona: 2017-2018